# ابویار
ابویار، روستایی از توابع بخش پره‌سر شهرستان رضوان‌شهر در استان گیلان ایران است.

## جمعیت
این روستا در دهستان دیناچال قرار دارد و براساس سرشماری مرکز آمار ایران در سال ۱۳۸۵، جمعیت آن ۳۴۸ نفر (۹۱خانوار) بوده‌است. آبشار ویسادار در این روستا قرار دارد. مردم این روستا به زبان تالشی تکلم می‌کنند.